# 3321 Даша
3321 Даша (3321 Dasha) — астероїд головного поясу, відкритий 3 жовтня 1975 року.
Тіссеранів параметр щодо Юпітера — 3,404.